# Les Chartreux (Troyes)
Pour les articles homonymes, voir Chartreux (homonymie).
Les Chartreux sont un quartier situé au sud de la ville de Troyes. Avec plus de 10 000 habitants, il représente environ 16 % de la population troyenne,,.
Une partie des Chartreux est classée quartier prioritaire, avec 4 147 habitants en 2018 pour un taux de pauvreté très important, de 61 %. Près de 93 % des logements sont des HLM.